# Pang
Pang, ook wel bekend als Buster Bros. en Pomping World, is een videospel voor de platforms Commodore Amiga. Het spel werd uitgebracht in 1988.

## Platforms
| Jaar | Platform                                   |
| ---- | ------------------------------------------ |
| 1989 | Arcade                                     |
| 1990 | Amiga, Atari ST, Commodore 64, ZX Spectrum |
| 1991 | Amstrad CPC, TurboGrafx CD                 |
| 1993 | Game Boy                                   |

## Ontvangst
| Beoordeeld door                | Platform     | Datum         | Score |
| ------------------------------ | ------------ | ------------- | ----- |
| Computer and Video Games (CVG) | Amiga        | oktober 1990  | 96%   |
| Your Sinclair                  | ZX Spectrum  | februari 1991 | 94%   |
| The One                        | Amiga        | oktober 1990  | 90%   |
| ST Format                      | Atari ST     | januari 1991  | 88%   |
| Power Unlimited                | Game Boy     | januari 1994  | 85%   |
| Zzap!                          | Amiga        | november 1990 | 82%   |
| Commodore Force                | Commodore 64 | augustus 1993 | 81%   |
| Amiga Joker                    | Amiga        | februari 1991 | 80%   |
| Power Play                     | Amiga        | maart 1991    | 73%   |
| Amiga Games                    | Amiga        | oktober 1992  | 64%   |

## Trivia
- Het spel is opgenomen in het boek 1001 Video Games You Must Play Before You Die van Tony Mott.